# Coriomeningite linfocitária
Coriomeningite linfocitária (CML),meningoencefalite linfocítica benigna ou Mal de Armstrong é uma doença viral transmitida por roedores, que produz um meningite asséptica, encefalite ou meningoencefalite. 

## Causa
O vírus da coriomeningite linfocitária, é um RNA vírus de sentido negativo, membro da família de Arenaviridae. A urina dos ratos comuns (Mus musculus) se mistura com o pó e voa pelo ar entrando pelas vias respiratórias, por contato físico com urina e fezes de rato, por ingestão de alimentos ou líquidos infectados ou por mordida de ratos. É comum em pessoas que trabalham com armazéns de comida ou com animais e na maioria das pessoas saudáveis não causa sintomas. Uma mãe infectada pode passar o vírus para o feto por via transplacentária causando má formações.

## Sinais e sintomas
Em pessoas saudáveis não causa sintomas, ou quando causa, é apenas uma a três semanas após a infecção similar a uma gripe. Em 10 a 20% dos casos, depois de alguns dias de febre e mal estar aparecem os sintomas típicos de meningite asséptica:
- Fotossensibilidade
- Rigidez de nuca
- Dor de cabeça
- Sonolência
- Irritabilidade
- Náusea
- Dores musculares

## Diagnóstico
Na primeira fase o diagnóstico de virose é clínico, quando aparece a meningite uma punção de líquido cefalorraquidiano indicará infecção viral pela quantidade de glicose, proteínas, anticorpos e pressão. Pode-se então fazer exame de imunofluorescência (IFA) ou ELISA para detecção de anticorpos específicos contra esse vírus.

## Tratamento
Não há tratamento específico para essa meningite viral, apenas para os sintomas. A prevenção está no uso de máscaras para limpeza, limpeza com detergente de objetos possivelmente infectados e controle dos roedores.